# Vitali Skomarovsky
Vitali Skomarovsky (Віталій Скомаровський ucraniano; nascido em Berdychiv, Ucrânia, 30 de dezembro de 1963) é um clérigo ucraniano e bispo de Lutsk.
Vitali Skomarovsky estudou filosofia e teologia no seminário de Riga, Letônia. Foi ordenado sacerdote em 27 de maio de 1990. Ele foi vigário em Berdychiv e pastor em Sumy, no nordeste da Ucrânia. De 1995 a 2000 foi chanceler da cúria diocesana na diocese de Schytomyr, de 1998 na diocese de Kyiv-Schytomyr e ao mesmo tempo pároco na Catedral da Transfiguração de Schytomyr. De 2000 a 2003 foi Vice-Reitor do Seminário Diocesano.
Em 7 de abril de 2003, o Papa João Paulo II o nomeou bispo auxiliar de Kyiv-Zhytomyr e bispo titular de Bencenna. O arcebispo de Lemberg, o cardeal Marian Jaworski, consagrou-o bispo em 7 de junho do mesmo ano; Os co-consagradores foram o Arcebispo Nikola Eterović, Núncio Apostólico na Ucrânia, e Jan Purwiński, Bispo de Kyiv-Zhytomyr. Seu lema era Spes Nostra.
Em 12 de abril de 2014 foi nomeado Bispo de Lutsk pelo Papa Francisco. A posse ocorreu em 17 de maio do mesmo ano.